# Helmut Schmid (Typograf)

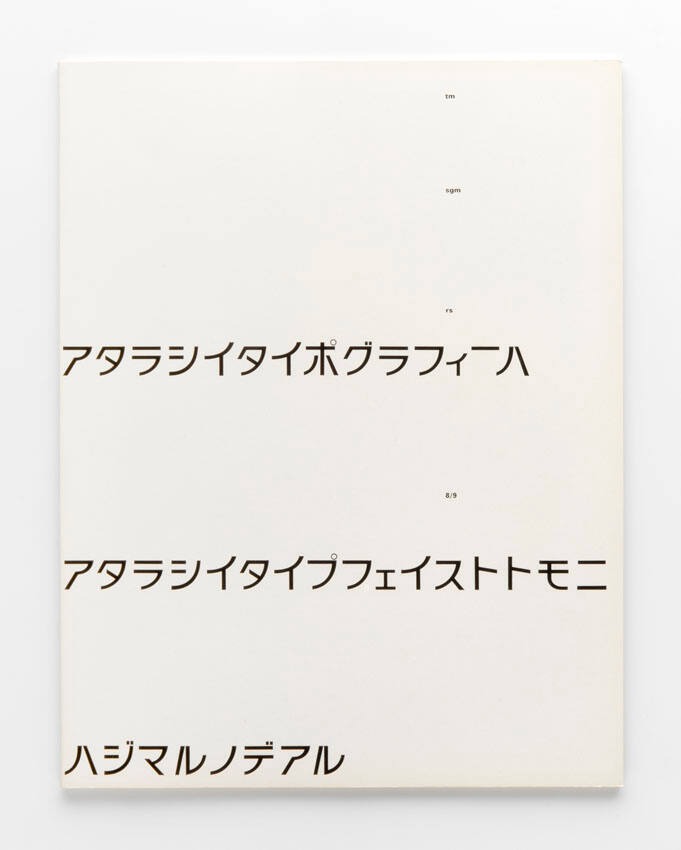
Umschlag Typografische Monatsblätter, Heft 8/9 1973. Entwurf: Helmut Schmid.

Helmut Schmid (* 1. Februar 1942 in Ferlach, Österreich; † 2. Juli 2018 in Osaka, Japan) war ein österreichischer Schriftsetzer. Er war einer der bedeutendsten Typografen des 20. Jahrhunderts und überzeugter Anhänger der Schweizer Typografie.

## Berufliche Tätigkeit
Nach seiner Ausbildung zum Schriftsetzer in Deutschland studierte Helmut Schmid an der Allgemeinen Gewerbeschule Basel unter Emil Ruder, Kurt Hauert und Robert Büchler als Studienkollege von Karl Gerstner. Er arbeitete seitdem unter anderem in Düsseldorf, West-Berlin und Stockholm (Umschläge für „Grafisk Revy“). Nach Montreal (Ernst Roch Design) und Vancouver arbeitete er in Osaka, Japan, bei NIA. Seit 1977 lebte und arbeitete Helmut Schmid als freischaffender Gestalter in Osaka. Von 2000 bis 2012 lehrte er Typographie an der Kobe Design University, und von 2005 bis 2006 an der Hongik University (Seoul, Südkorea). Seit 1988 war er Mitglied der Alliance Graphique Internationale (AGI).
Zu seinen wichtigsten Arbeiten gehörten die zwischen 1973 und 1976 entstandenen Informationsdrucksachen für die damalige Bundesregierung mit den Bundeskanzlern Willy Brandt und Helmut Schmidt. 1976 entwarf er das Kampagnenzeichen für die SPD. In Japan entwickelte er die visuellen Basiskonzepte für IPSA Cosmetics, Blumen Boutique Masiyak, Feinkost Ruban d'Or. Er gestaltete Produktidentitäten für die Getränke Pocari Sweat, Fibe-Mini und Java Tea für die Firma Otsuka; Savon d'Or und HG für Shiseido Fine Toiletry. Er gestaltete diverse Zeitschriftencover und schrieb Artikel für Zeitschriften wie „IDEA“, „typographische Monatsblätter“ und „Grafisk Revy“.
In seinen Büchern „typography today“ und „der Weg nach Basel“ hielt er das Bewusstsein für typografische Qualität wach und plädierte für eine Gestaltung mit Haltung.
1980 gab Helmut Schmid als Sondernummer der Zeitschrift IDEA den Band „typography today“ heraus. Die Ausgabe präsentiert auf 160 Seiten die wegweisenden Gestalterpersönlichkeiten aus aller Welt. 2015 erschien die überarbeitete und erweiterte Ausgabe mit nun 200 Seiten als Hardcover. Die chinesische Ausgabe liegt seit 2007 vor und die koreanische seit 2010.
Ab 1992 entwickelte Helmut Schmid seine „typographische reflexionen“ um politische, gestalterische und persönliche Ereignisse dokumentarisch festzuhalten. Die Reihe umfasst 13 Hefte bei 14 Nummern. Schmids Veröffentlichung „der Weg nach Basel“ gilt als Heft 4.
Die thematisch gegliederte Ausstellung „helmut schmid. design is attitude — gestaltung ist haltung“ zeigte wichtige Arbeiten im Original und Kommentare zu seinem Werk. Die Wanderausstellung wurde am 19. November 2006 in Seoul, Südkorea, eröffnet.

## Veröffentlichungen
- typography today. IDEA special issue, Seibundo Shinkosha 1980.
- Hats for Jizo. A Japanese folk story. Robundo Publishing, Tokyo 1988, ISBN 4-947613-18-1.
- der Weg nach Basel. typographische reflexionen von Schülern des Typographen und Lehrers Emil Ruder. Robundo Publishers, Tokyo 1997.
- japan japanisch. die leise Schönheit japanischer Dinge. Robundo Publishing, Tokyo 2012, ISBN 978-4-947613-83-7.
- Helmut Schmid (Hrsg.): Emil Ruder fundamentals. four lectures from the 1950s by the master of timeless typography. Seibundo Shinkosha Publishing, Tokyo 2013, ISBN 978-4-416-11356-1.
- 1989 11 09  die Mauer in Berlin fällt. typographische reflexionen 1, Osaka, 1992
- Punkt Linie Bewegung. Umschläge für die schwedische Fachzeitschrift grafisk revy. typographische reflexionen 2, Osaka, 1993
- typography workshop communal harmony. typographische reflexionen 3, Osaka, 1995
- democracy hypocrisy. typographische reflexionen 5, Osaka, 2003
- arrange select explore. typography workshop xd 6 hongik university seoul. typographische reflexionen 6, Osaka, 2005
- toshiro mayuzumi's nirvana symphony. typographische reflexionen 7, Osaka
- projekt fukushima. a typography projekt at kobe design university. typographische reflexionen 8, Osaka, 2012
- working with words. workshop in typography. typographische reflexionen 9, Osaka, 2012
- type and illustration. typographische reflexionen 10, Osaka, 2014
- man made  nature made. typographische reflexionen 11, Osaka, 2015
- typography today. revised edition. Seibundo Shinkosha Publishing, 2015, ISBN 978-4-416-11542-8.
- a walk through the exhibition nippon no nippon. typographische reflexionen 12, Osaka, 2016
- Mit freundlichen Grüssen an alle  Kurt Hauert. typographische reflexionen 13, Osaka, 2017
- 2018 04 27. typographische reflexionen 14, Osaka, 2018

## Ausstellungen
- 2006: Helmut Schmid – Gestaltung ist Haltung / Design is Attitude. welcomm gallery, Seoul
- 2007: Helmut Schmid – Gestaltung ist Haltung / Design is Attitude. ginza graphic gallery, Tokyo und ddd gallery Osaka
- 2007: Helmut Schmid – Gestaltung ist Haltung / Design is Attitude. Fachhochschule Düsseldorf, Fachbereich Design
- 2007: Helmut Schmid – Gestaltung ist Haltung / Design is Attitude. Schule für Gestaltung Basel
- 2011: Helmut Schmid – Gestaltung ist Haltung / Design is Attitude. Nanyang Technological University, Singapore
- 2019: Helmut Schmid – Zwischen Basel und Osaka. 9k-Galerie, Willich[5]
- 2024: Helmut Schmid Typografie. Museum für Gestaltung Zürich[6]